# Seantavius Jones
Seantavius Jones (Tucker, 9 agosto 1992) è un giocatore di football americano statunitense che milita nel ruolo di wide receiver nei Jefes de Ciudad Juárez della Liga de Fútbol Americano Profesional (LFA).
Dopo l'università è stato messo sotto contratto come undrafted free agent dai New Orleans Saints, andando a roster per la prima partita della stagione 2015; è poi transitato dalle practice squad di Philadelphia Eagles, Kansas City Chiefs e Indianapolis Colts prima di firmare con gli Atlanta Legends della AAF e successivamente coi Tampa Bay Vipers della XFL, per poi passare alla squadra professionistica tedesca dei Berlin Thunder. Il 25 gennaio 2022 ha firmato con gli Ottawa RedBlacks della Canadian Football League (CFL), ma è stato tagliato il 4 giugno; il 9 giugno è quindi tornato in ELF ai Leipzig Kings.
Dal 2023 gioca in Messico.